# Leka Zogu
Leka Zogu oder Zog (* 5. April 1939 in Tirana; † 30. November 2011 ebenda) war ein albanischer Thronprätendent und Politiker. Er war der einzige Sohn von Zogu I., König der Albaner, und dessen Gemahlin Gräfin Geraldine von Apponyi.

## Leben
Zwei Tage nach seiner Geburt fielen italienische Truppen in Albanien ein, und die Königsfamilie floh aus dem Land. Zogu wurde auf englischen Schulen in Ägypten und der Schweiz erzogen, später studierte er an der Sorbonne und absolvierte die Militärakademie Sandhurst.
Mit dem Tode seines Vaters nahm Zogu 1961 im Pariser Exil den Titel Leka I., König der Albaner an. Später lebte er als Geschäftsmann in Spanien, wo er 1975 wegen unerlaubten Waffenbesitzes ausgewiesen wurde, in Rhodesien, das er 1980 nach dem Ende der weißen Minderheitsherrschaft und der Regierungsübernahme durch Robert Mugabe 1980 verlassen musste, und schließlich in Südafrika. In dieser Zeit baute er sich ein Vermögen auf.
Mit Genehmigung der Übergangsregierung kehrte er 1993 nach Albanien zurück. Er kündigte an, die von Albanern bewohnten Gebiete Ex-Jugoslawiens in den Staat zu integrieren, und sprach sich für ein Referendum über die künftige Staatsform Albaniens aus, in der er später nach dem Vorbild König Husseins von Jordanien regieren wolle. In dem gleichzeitig mit den Parlamentswahlen im Juli 1997 durchgeführten Referendum zur künftigen Staatsform Albaniens entschieden sich die Wähler allerdings für die Beibehaltung der Republik. Zogu weigerte sich, dieses Ergebnis anzuerkennen, und fuhr bewaffnet und begleitet von Unterstützern vor dem Gebäude der Wahlkommission vor. Nach einem Schusswechsel mit der Polizei, bei dem eine Person getötet wurde, musste er Albanien fluchtartig verlassen. Er wurde am 25. November 1999 in Abwesenheit von einem Gericht zu drei Jahren Gefängnis verurteilt; im Jahr 2002 verfügte das Parlament eine Amnestie.
Nach einem Beschluss der albanischen Regierung unter Ministerpräsident Sali Berisha im Jahr 2006 erhielt Zogu den ehemaligen königlichen Palast seiner Familie in der Hauptstadt Tirana zurück. Ein im Jahr 2003 erlassenes Gesetz regelt den Status der königlichen Familie.
1975 heiratete Zogu die Australierin Susan Barbara Cullen-Ward (1941–2004) in Biarritz. Einziges Kind des Paares ist der Sohn Leka Anwar Zogu Reza, geboren am 26. März 1982 in Sandton, einem wohlhabenden Vorort von Johannesburg.